# Wielki Smólsk
Wielki Smólsk – jezioro w woj. wielkopolskim, w powiecie złotowskim, w gminie Zakrzewo, leżące na terenie Pojezierza Południowokrajeńskiego.

## Dane morfometryczne
Powierzchnia zwierciadła wody według różnych źródeł wynosi od 12,5 ha przez 12,86 ha (lustra wody) lub 13,8 ha do 14,47 ha (ogólna).
Zwierciadło wody położone jest na wysokości 114,8 m n.p.m. lub 114,6 m n.p.m. Średnia głębokość jeziora wynosi 3,4 m, natomiast głębokość maksymalna 5,5 m.

## Hydronimia
Według spisu opracowanego przez Komisję Nazw Miejscowości i Obiektów Fizjograficznych (KNMiOF) nazwa tego jeziora to Smólsk Wielki.
Państwowego rejestru nazw geograficznych podaje nazwę główną – urzędową jako Wielki Smólsk. W różnych publikacjach i na mapach topograficznych jezioro to występuje pod nazwą Wielki Smólsk. Dane z państwowego rejestru nazw geograficznych podają oboczną nazwę tego jeziora: Smólsk Wielki.